# Phoenix (Groot-Brittannië)
Phoenix is een historisch merk van scooters.
Brits merk dat vanaf 1955 scooters met Villiers-motoren van 147-, 173-, 197-, 249- en 323 cc leverde.
- Andere merken met de naam Phoenix, zie Phoenix (Australië) - Phoenix (Charleroi) - Phoenix (Duitsland) - Phoenix (Leeuwarden) - Phoenix (Londen) - Phoenix (Wenholthausen)